# Urera laciniata
Urera laciniata är en nässelväxtart som först beskrevs av Goud., och fick sitt nu gällande namn av Hugh Algernon Weddell. Urera laciniata ingår i släktet Urera och familjen nässelväxter. Inga underarter finns listade i Catalogue of Life.